# 1910
1910 (MCMX) fue un año común comenzado en sábado según el calendario gregoriano.

## Acontecimientos

### Enero
- 1 de enero: en Buenos Aires (Argentina) se funda el club de fútbol Vélez Sársfield.
- 6 de enero: los Gobiernos de Argentina y Uruguay firman un protocolo referente a las aguas del Río de la Plata.
- 28 de enero: en la provincia iraní de Luristán, un terremoto causa la muerte a más de 5000 personas.
- 28 de enero: la ciudad de París (Francia) se inunda. Desde finales de diciembre de 1909 las precipitaciones, muchas de ellas en forma de nieve, habían sido muy superiores a lo normal en toda la cuenca del Sena, llegando a 160 mm en algunos puntos. Otro factor fue la coincidencia de los picos de crecida de varios ríos, como el Sena, el Marne, el Yonne, el Aube y otros ríos de menor envergadura. El 23 de enero comenzó el Sena a desbordarse en París. Se inundaron 500 hectáreas tan solo en la capital francesa, afectando a 150 000 personas y anegando zonas como Notre Dame, los Campos Elíseos y la torre Eiffel. En el puente de Austerlitz el agua alcanzó una altura de 8,62 m. Fue la segunda crecida más fuerte, tras la del 27 de febrero de 1658 (8,96 m).

### Febrero
- 1 de febrero: en Buenos Aires se funda el Club Atlético Excursionistas.
- 7 de febrero: Bélgica, Gran Bretaña y Alemania marcan las fronteras entre sus respectivas colonias: Congo, Uganda y el África Oriental.
- 7 de febrero: el rey Eduardo VII de Inglaterra llega en visita oficial a París.
- 9 de febrero: tras la caída del Gobierno liberal, Alfonso XIII encarga a José Canalejas, partidario de la democratización y del reformismo social, la formación de un nuevo gabinete.
- 10 de febrero: José Canalejas ocupa por primera vez la presidencia del Consejo de Ministros.
- 10 de febrero: Se inaugura el servicio de automóviles entre Cariñena, Huesca y Fraga.
- 11 de febrero: en Barcelona se inician las pruebas con un monoplano Blériot, con motor Anzani de 25 caballos, propiedad de Mario García Cames.
- 13 de febrero: en Cantón (China), seis mil soldados, instruidos por oficiales extranjeros, se rebelan y saquean la ciudad.
- 13 de febrero: en Rumanía se funda el Partido Socialdemócrata.
- 14 de febrero: en Berlín, cincuenta mil manifestantes piden un sistema electoral libre, igualitario, directo y secreto en Prusia.
- 19 de febrero: en Mánchester (Reino Unido) se inaugura el Old Trafford.
- 19 de febrero: Alemania, Italia y Suiza firman el acuerdo sobre el ferrocarril del San Gotardo. Suiza construye la línea por el puerto de montaña de San Gotardo.
- 21 de febrero: en España, el rey Alfonso XIII firma un decreto de indulto para la mayoría de los condenados por los sucesos de la Semana Trágica de Barcelona.

### Marzo
- 1 de marzo: en el paso Stevens, en el camino entre Spokane y Seattle (Estados Unidos) sucede el Alud de Wellington, el más mortal en la historia de ese país, que mata a 96 personas, en su mayor parte pasajeros de tren que habían quedado atascados en la nieve desde el 24 de febrero. Dos trenes de la compañía Great Northern Railway, en su camino desde Spokane a Seattle, habían quedado detenidos en el paso Stevens debido a la intensa nevada. Poco después de la 1:00 a. m., una violenta tormenta de nieve provocó el alud, que lanzó a los trenes hasta un profundo cañón de 45 metros.[1]
- 1 de marzo: en Madrid, el Instituto Nacional de Previsión presenta el proyecto de seguros para obreros.
- 3 de marzo: se conocen los primeros éxitos en el tratamiento de la sífilis con Salvarsán, desarrollado por el serólogo alemán Paul Ehrlich (premio nobel dos años atrás) y su colaborador japonés Sahachiro Hata.
- 8 de marzo: consigue el título de piloto de aviación la baronesa de Laroche, primera mujer en posesión de esa licencia y la primera que moriría víctima de un accidente aéreo.[2]
- 23 de marzo: las feministas canarias presentan su candidatura para las elecciones, aún sabiendo que no serán elegidas, como un acto de denuncia hacia la exclusión política a la que se ven sometidas las mujeres.
- 23 de marzo: en España, el Gobierno autoriza a los vehículos a circular ―en determinadas poblaciones españolas― durante las festividades religiosas del Jueves y Viernes Santo.
- 28 de marzo: en Martigues (Francia), despega por primera vez un hidroavión desde el agua, obra de Henri Fabre, ingeniero francés.[2]

### Abril
- 2 de abril: en España nace la aviación militar.[2]
- 5 de abril: entre Chile y Argentina se inaugura el Ferrocarril Trasandino Los Andes - Mendoza.
- 12 de abril: Taiwán es sacudido por un terremoto de 8,1 que deja 60 muertos y decenas de casas destruidas.
- 16 de abril: en Colombia Se crea el Departamento del Valle del Cauca.
- 19 de abril: en Venezuela se celebra el primer centenario su Guerra de Independencia contra España.
- 20 de abril: el cometa Halley hace su aproximación a la Tierra.

### Mayo
- 4 de mayo: un terremoto de 6,4 destruye completamente la ciudad de Cartago, primera capital de Costa Rica, con un saldo de 2.400 muertos, aproximadamente el 10% de la población total de la ciudad.
- 25 de mayo: en Argentina se celebra el centenario de la Revolución de mayo de 1810, hecho por el cual esta nación comenzó su emancipación de la corona de España.
- 27 de mayo: la Selección de fútbol de Chile juega su primer partido frente a la selección de fútbol de Argentina el cual gana argentina 3-1
- 31 de mayo: el Parlamento británico, al aprobar la Ley de la Unión según el Acta de Sudáfrica de 1909, crea la Unión Sudafricana.

### Junio
- 2 de junio: Charles Rolls cruza con su avión sin paradas dos veces (ida y vuelta) el Canal de la Mancha.[2]
- 24 de junio: Se funda la empresa ALFA, posteriormente Alfa Romeo.
- 24 de junio: las tropas japonesas invaden Corea.
- 30 de junio: en el lago Keuka (Estados Unidos) Glenn Curtiss lleva a cabo la primera demostración de bombardeo desde un avión contra un barco.[2]

### Julio
- 10 de julio: en Barcelona tiene lugar una gran manifestación de mujeres en favor de la educación laica.
- 20 de julio: en Colombia se celebra el primer centenario de su independencia.

### Agosto
- 28 de agosto: proclamación del Reino de Montenegro.

### Septiembre
- 1 de septiembre: en Brasil se funda el Sport Club Corinthians Paulista.
- 5 de septiembre: en México se funda el Servicio Sismológico Nacional.
- 10 de septiembre: en España se funda el Cádiz Club de Fútbol.
- 14 de septiembre: en Uruguay se funda del Sporting Club.
- 15 de septiembre: en México se celebra el centenario de la Independencia contra España.
- 18 de septiembre: en Chile se celebra el centenario de la Primera Junta Nacional de Gobierno.
- 23 de septiembre: el aviador peruano-francés Jorge Chávez Dartnell junto a su avión Blériot XI logró superar por primera vez los Alpes desde Brig (Suiza) hasta Domodossola (Italia).

### Octubre
- 5 de octubre: en Portugal, tras el triunfo de la revolución que derroca al rey Manuel II, se establece la Primera República Portuguesa.
- 12 de octubre: en Buenos Aires, Roque Sáenz Peña asume la presidencia.
- 13 a 17 de octubre: llega a Cuba el Ciclón de los Cinco Días. dejando a 700 fallecidos. En La Habana rompe el malecón. Se considera una de las peores catástrofes naturales en la Historia cubana.[3] Fue muy polémico, porque el Servicio Meteorológico de los Estados Unidos afirmaba que eran dos ciclones separados, mientras que el meteorólogo cubano José Carlos Millás Hernández (1889-1965) decía que era solo uno, lo cual pudo demostrar tomando las observaciones realizadas por varios buques. A este tipo de lazo se le llamó «recurva de Millás».[4]
- 15 de octubre: en Bahía Blanca (Argentina) se funda el Club Olimpo, equipo de la Primera B Nacional de fútbol.
- 16 de octubre: entre Inglaterra y Francia se realiza la primera travesía del canal de la Mancha en dirigible.
- 24 de octubre: Gabriela Mistral, escribe el poema «Rimas»

### Noviembre
- 1 de noviembre: en España se funda la organización obrera anarcosindicalista CNT (Confederación Nacional del Trabajo).
- 5 de noviembre: en Polonia se funda el Widzew Łódź.
- 20 de noviembre: en Puebla (México) los hermanos Aquiles y  Máximo Serdan comienzan la Revolución mexicana.
- 30 de noviembre: en Chile, miembros de la colonia italiana residente en el país fundan el Audax Italiano.

### Diciembre
- 1 de diciembre: en México el general Porfirio Díaz ocupa la presidencia por novena y última vez para el mandato presidencial 1910-1916, el cual no concluyó.
- 15 de diciembre: en Alpera (España), Pascual Serrano G. descubre arte prehistórico en la Cueva de la Vieja.
- 21 de diciembre: en Chile, Ramón Barros Luco es proclamado presidente.

### Fecha desconocida
- Se crea la Unión Panamericana, organismo anterior a la OEA.

## Arte y literatura
- H. G. Wells: El nuevo Maquiavelo.

## Nacimientos

### Enero
- 8 de enero: Galina Ulánova, bailarina rusa (f. 1998).
- 11 de enero: Nikos Kavvadías, poeta griego (f. 1975).
- 12 de enero: 
  - Patsy Kelly, actriz teatral y cinematográfica estadounidense (f. 1981).
  - Luise Rainer, actriz estadounidense de origen alemán (f. 2014).
- 13 de enero: Yannis Tsarouchis, pintor griego (f. 1989).
- 18 de enero: Kenneth Boulding, economista británico (f. 1993).
- 20 de enero: Joy Adamson, naturalista austriaca (f. 1980).
- 23 de enero: Django Reinhardt, guitarrista belga de jazz (f. 1953).
- 27 de enero: Félix Candela, arquitecto e ingeniero español (f. 1997).
- 30 de enero: Jacinto Martín Castillo, pintor argentino (f. 1982).

### Febrero
- 1 de febrero: Vernon Roberts, actor y humorista estadounidense (f. 2005).
- 5 de febrero: Francisco Varallo, futbolista argentino (f. 2010).
- 13 de febrero: William Bradford Shockley, físico estadounidense (f. 1989).
- 15 de febrero: Irena Sendler, enfermera polaca (f. 2008).
- 27 de febrero: Joan Bennett, actriz estadounidense (f. 1990).

### Marzo
- 1 de marzo: Mapy Cortés, actriz y bailarina puertorriqueña (f. 1998).
- 5 de marzo: Justino Moisescu, patriarca ortodoxo rumano (f. 1986).
- 6 de marzo: Ejler Bille, pintor danés (f. 2004).
- 11 de marzo: Jacinta Marto, pastora portuguesa de Fátima (f. 1920).
- 23 de marzo: Akira Kurosawa, cineasta japonés (f. 1998).
- 25 de marzo: Óscar Castro Zúñiga, escritor y poeta chileno (f. 1947).

### Abril
- 9 de abril: Nouhak Phoumsavanh, revolucionario y político laosiano (f. 2008).
- 10 de abril: Helenio Herrera, futbolista y entrenador argentino (f. 1997).

### Mayo
- 8 de mayo: Mary Lou Williams, pianista y compositora estadounidense (f. 1981).

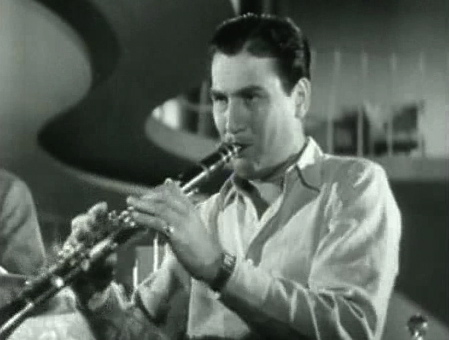
Artie Shaw

- 23 de mayo: Artie Shaw, director de orquesta y clarinetista estadounidense de jazz (f. 2004).
- 25 de mayo: Concha Linares-Becerra, novelista española (f. 2009).
- 31 de mayo: Luis Rosales, poeta español (f. 1992).

### Junio
- 3 de junio: 
  - Paulette Goddard, actriz estadounidense (f. 1990).
  - Wilfred Thesiger, explorador y escritor británico (f. 2003).
- 4 de junio: Anton Dermota, tenor esloveno de origen austriaco (f. 1989).
- 8 de junio: María Luisa Bombal, escritora chilena (f. 1980).
- 9 de junio Robert Cummings, actor, cantante y director estadounidense (f. 1990).
- 11 de junio: Jacques Cousteau, oceanógrafo francés (f. 1997).
- 12 de junio: José Buenaventura Navas, educador, poeta, historiador y promotor cultural ecuatoriano (f. 1940).
- 13 de junio: Gonzalo Torrente Ballester, escritor español (f. 1999).
- 16 de junio: Juan Velasco Alvarado, político peruano, presidente entre 1968 y 1975 (f. 1977).
- 19 de junio: Paul J. Flory, químico y profesor universitario estadounidense, premio nobel de química en 1974 (f. 1985).
- 22 de junio: Konrad Zuse, ingeniero alemán (f. 1995).
- 23 de junio: 
  - Gordon B. Hinckley, religioso estadounidense, 15.º (decimoquinto) presidente de los mormones (f. 2008).
  - Jean Anouilh, dramaturgo francés (f. 1987).
- 24 de junio: Guillermo Sautier Casaseca, escritor español (f. 1980).

### Julio
- 4 de julio: 
  - Robert K. Merton, sociólogo estadounidense (f. 2003).
  - Gloria Stuart (f. 2010), actriz estadounidense.
- 14 de julio: William Hanna, dibujante estadounidense (f. 2001).
- 19 de julio: Francisco Coloane, cuentista y novelista chileno (f. 2002).
- 23 de julio: Fernando de Santiago, militar y político español (f. 1994).
- 24 de julio: María Dolores Arana, escritora española (f. 1999).
- 27 de julio: Lupita Tovar, actriz mexicana (f. 2016).

### Agosto
- 1 de agosto: Gerda Taro, fotógrafa alemana (f. 1937).
- 6 de agosto: Adoniran Barbosa, artista brasileño (f. 1982).
- 10 de agosto: Guy Mairesse, piloto francés de automovilismo (f. 1954).
- 17 de agosto: Roberto Kinsky, director de orquesta y pianista húngaro-argentino (f. 1977).
- 20 de agosto: Eero Saarinen, arquitecto estadounidense (f. 1961).
- 26 de agosto: Madre Teresa, monja católica albanesa (f. 1997).
- 28 de agosto: Tjalling Koopmans, economista estadounidense, premio en Ciencias Económicas en memoria de Alfred Nobel en 1975 (f. 1985).
- 29 de agosto: 
  - José María Guido, abogado y político argentino (f. 1975).
  - Vivien Thomas, técnico quirúrgico estadounidense (f. 1985).
  - Luis García Pardo, arquitecto uruguayo (f. 2006).
  - Francisco Izquierdo Ríos, escritor y profesor peruano (f. 1981).
- 31 de agosto: Raoul Ubac, artista belga (f. 1985).

### Septiembre
- 2 de septiembre: György Faludy, poeta y traductor húngaro (f. 2006).
- 3 de septiembre: Maurice Papon, personaje francés, colaborador nazi y criminal (f. 2007).
- 14 de septiembre: Rolf Liebermann, compositor, director de orquesta y director de escena suizo (f. 1999).
- 16 de septiembre: 
  - Else Alfelt, pintora danesa (f. 1974).
  - Karl Kling, piloto de automovilismo alemán (f. 2003).

### Octubre
- 3 de octubre: Juan Cunha, poeta uruguayo (f. 1985).
- 10 de octubre: Ramón Gaya, pintor español (f. 2005).
- 14 de octubre: John Wooden, entrenador de la NCAA (f. 2010).
- 19 de octubre: Subrahmanyan Chandrasekhar, físico, astrofísico y matemático indio, premio nobel de física en 1983 (f. 1995).
- 25 de octubre: Ignacio F. Iquino, cineasta español (f. 1994).
- 28 de octubre: Arturo Camacho Ramírez, poeta colombiano (f. 1982).
- 29 de octubre: Alfred Jules Ayer, filósofo británico (f. 1989).
- 30 de octubre: Miguel Hernández, poeta español (f. 1942).

### Noviembre
- 1 de noviembre: César Augusto Dávila Gavilanes, sacerdote y yogui ecuatoriano (f. 1999).
- 8 de noviembre: Denis Mahon, historiador del arte y coleccionista británico especializado en la pintura del Barroco italiano (f. 2011).
- 22 de noviembre: Raphael Patai, etnógrafo, historiador, orientalista y antropólogo húngaro judío (f. 1996).

### Diciembre
- 3 de diciembre: Paul Bowles, escritor, compositor y viajero estadounidense (f. 1999).
- 4 de diciembre: José María Vélaz, sacerdote jesuita chileno, fundador de Fe y Alegría (f. 1985).
- 7 de diciembre: Edmundo Ros, músico de Trinidad y Tobago (f. 2011).
- 9 de diciembre: Jean Genet, dramaturgo francés (f. 1986).
- 16 de diciembre: Egill Jacobsen, pintor danés (f. 1998).
- 19 de diciembre: José Lezama Lima, escritor cubano (f. 1976).
- 23 de diciembre: María de las Mercedes de Borbón y Orleans, aristócrata española (f. 2000).
- 24 de diciembre: Concha Urquiza, poetisa mexicana (f. 1946).

### Fecha desconocida
- Engracia Pastora Pérez Yépez, artesana culinaria venezolana (f. 2015).

## Fallecimientos
- 5 de enero: Léon Walras, economista francés (n. 1834).
- 10 de febrero: Barata Ribeiro, médico, político y escritor brasileño, primer prefecto de la ciudad de Río de Janeiro. (n. 1843).
- 10 de marzo: José Domingo de Obaldía, político y presidente panameño entre 1908 y 1910 (n. 1845).
- 13 de enero: Paul Hoecker, pintor alemán (n. 1854).
- 18 de marzo: Julio Herrera y Reissig, poeta uruguayo (n. 1875).
- 28 de marzo: Édouard Colonne, director de orquesta francés, fundador de los Conciertos Colonne de París (n. 1838).
- 3 de abril: Richard Abegg, químico alemán (n. 1869).
- 9 de abril: Vittoria Aganoor, poeta italiana (n. 1855).
- 9 de abril: Desideria Ocampo, mujer guatemalteca, exesposa del dictador Manuel Estrada (n. 1861).
- 21 de abril: Mark Twain, escritor estadounidense (n. 1835).
- 26 de abril: Bjørnstjerne Martinus Bjørnson, político y escritor noruego, premio nobel de literatura en 1903 (n. 1832).
- 6 de mayo: Eduardo VII, rey británico (n. 1841).
- 27 de mayo: Robert Koch, bacteriólogo alemán (n. 1843).
- 14 de julio: Marius Petipa, bailarín y coreógrafo francés (n. 1818).
- 13 de agosto: Florence Nightingale, enfermera británica (n. 1820).
- 16 de agosto: Pedro Montt Montt, presidente chileno (n. 1849).
- 26 de agosto: William James, filósofo estadounidense (n. 1842).
- 2 de septiembre: Henri Rousseau, pintor francés (n. 1844).
- 6 de septiembre: Elías Fernández Albano, político y presidente interino chileno (n. 1845).
- 27 de septiembre: Jorge Chávez Dartnell, aviador peruano, primero en sobrevolar los Alpes y sobrevivir (n. 1887).
- 30 de octubre: Jean Henri Dunant, fundador de la Cruz Roja y premio nobel de la paz en 1901 (n. 1828).
- 7 de noviembre: Florencio Sánchez, autor teatral uruguayo (n. 1875).
- 20 de noviembre: León Tolstói, novelista ruso (n. 1828).
- 10 de diciembre: Manuel Sales y Ferré, arqueólogo, filósofo e historiador español (n. 1843).

## Premios Nobel
- Física: Johannes Diderik van der Waals.
- Química: Otto Wallach.
- Medicina: Albrecht Kossel.
- Literatura: Paul von Heyse.
- Paz: Bureau International Permanent de la Paix (Oficina Internacional Permanente de la Paz).